# Jessica Goicoechea Jover
Jessica Goicoechea Jover   (Barcelona, 22 de novembre de 1997) és una model, influenciadora, dissenyadora de moda i empresària catalana. També ha fet d'actriu de cinema esporàdicament.

## Carrera
Va debutar en el modelatge amb 15 anys en signar un contracte amb l'agència de moda 5th Avenue i seguidament va anar apareixent en campanyes de marques reconegudes com Kaotiko. Per la seva baixa estatura —fa 1,67 metres—, moltes agències la van rebutjar, així que el 2012 va optar per començar a pujar els seus treballs a la plataforma Instagram.
Ha modelat per marques de renom com ara Rimmel, Puma, Calvin Klein, Victoria's Secret, ZE Garcia o Calzedonia. També ha sortit en les següents revistes, cabdals en el món de la moda: Vogue, Glamour, Elle, Esquire i DT. El 2015 va presentar la marca de roba Goi Clothing i més tard la de cosmètica Goicosmetics, que el 2019 es fusionarien en la seva firma de moda actual, GOI.
El 2017, va incursionar en la interpretació en el curtmetratge La Fantasia, dirigit per Daniel Maldonado. Per això, va fer acte de presència en actes com el Festival Internacional de Cinema de Sant Sebastià i la Gala dels Premis Goya d'aquell any.

## Vida personal
El 2018, va fer-se oficial que sortia amb el model hispanofinès River Viiperi, que a més li feia de mànager. Amb tot, el març del 2020 va ser detingut pels Mossos d'Esquadra en un cas de presumpta violència de gènere. Va tallar el vincle amb ell, el va denunciar a les autoritats espanyoles i més tard va anunciar públicament que havia estat una situació reiterada i que havia estat una de les pitjors etapes de la seva vida. Tot seguit, Viiperi va desmentir aquesta acusació vehementment.
El 2021, es va saber que aparentment l'estiu passat havia començat a sortir amb l'actor espanyol Arón Piper. L'any següent, al tornar d'unes vacances a les Maldives, van decidir deixar-ho. Va córrer el rumor que tot just després, entre el maig i el juny del 2022, va tenir un romanç preestiuenc amb el també actor espanyol Mario Casas, però no van arribar a fer-ho públic.
El gener del 2023, es va confirmar que mantenia una relació amb l'exjugador del Barça Marc Bartra. El juliol del 2024, el tiktoker Abel Planelles va anunciar que s'havien separat, basant-se en fonts pròximes a la parella i sense confirmació oficial.